# Аралск
Аралск (на казахски: Арал) е град в Югозападен Казахстан, Къзълординска област, административен център на Аралски район.
Населението на града е 32 682 души (по приблизителна оценка от януари 2018 г.). В миналото Аралск е бил риболовен град и пристанище на бреговете на Аралско море, като е снабдявал с риба съседните райони.
След постоянното намаляване на Аралско море заради отклоняването на реките, вливащи се в него, за да бъдат използвани за напояване, градът е изцяло ограден от суша и се намира на 12 км от езерото. През 2005 г. е завършено изграждането на язовирна стена и нивото на водите отново нараства. Смята се че през 2009 г. водите на Аралско море ще са на 6 км от Аралск и така ще може да се построи канал, който да ги свързва.
Има високо ниво на безработица. Смята се, че населението има здравословни проблеми заради намиращия се в близост Кантубек, който до началото на 1990-те години е бил съветска лаборатория за тестване и разработване на биологично оръжие.